# Ulrik Kirkely
Ulrik Kirkely (1972. január 5. –) korábbi dán válogatott kézilabdázó, majd vezetőedző és szövetségi kapitány is. 2017 és 2021 között a japán női kézilabda-válogatott csapatátát irányította. Vezetőedzőként legtöbbet az Odense Håndbold csapatát dirigálta. 2023-tól Ambros Martín távozása után a Győri Audi ETO KC vezetőedzője. 2024 márciusában a Győr gyenge teljesítménye miatt edzői munkája alól menesztette.

## Pályafutása
Fontosabb csapatai közé tartozik az Odense Handbold ahol 7 évet töltött el és a magyar Győri Audi ETO KC, ám onnan kevesebb mint egy év után segítőjével, Kristian Danielsennel együtt menesztették a Győr kispadjáról. A klub a közleményt Facebook oldalukon tudatta.
"Már nem Ulrik Kirkely a Győri Audi ETO KC vezetőedzője. A dán trénerrel és segítőjével Kristian Danielsennel a csapat közelmúltban elért negatív eredményei miatt azonnali hatállyal szerződést bontott a klub"
Kirkely helyét Győrben a holland válogatott szövetségi kapitánya Per Johansson váltotta aki a Vác elleni mérkőzésen csatlakozott a csapathoz. A mérkőzést a Győr nyerte, de a svéd tréner nem volt elégedett a csapat teljesítményével. A vezetőedző szerződése az idény végéig szól.
Kirkely a menesztése után 1 hónappal ügyvédhez fordult, mivelhogy - állítása szerint - az ETO nem fizeti a megállapodottaknak megfelelően.
Azóta lószart nem csinál.